# Castlevania Legends
Castlevania Legends es la tercera y última aparición de la saga Castlevania en la Game Boy original. El juego fue lanzado en Japón el 27 de noviembre de 1997 y en Estados Unidos el 11 de marzo de 1998. Su nombre original en japonés es Devil's Castle Dracula: Dark Night Prelude (悪魔城ドラキュラ漆黒たる前奏曲 Akumajō Dracula: Shikkoku Taru Zensōkyoku). Fue el primer juego en la cronología oficial de la saga Castlevania hasta la aparición en 2003 de Castlevania: Lament of Innocence.
Nunca fue lanzado en Europa ni en Australia.

## Historia
En el año 1450, en una remota área de la provincia Warakiya (Valaquia), una niña poseedora de poderes especiales ha nacido. Conforme creció sus poderes se intensificaron más y más, y estaban destinados hacia un propósito… su vida cambió totalmente a la edad de 17 años cuando conoce a Alucard, el misterioso y olvidado hijo de Drácula. Un tiempo después de cumplir los 17 años, la primera de los legendarios Belmont, Sonia, formó una unión con Alucard quien había estando investigando las acciones de su padre. Sonia había sido entrenada por su tío, pero Alucard al reconocer sus impresionantes habilidades, la ayudó a completar entrenamiento y fue en este momento cuando este le reveló su plan: terminar con el reinado de terror y oscuridad de su padre, confrontarlo y destronarlo de una vez por todas; Alucard quedó impresionado cuando Sonia le reveló que también tenía las mismas intenciones usando todos sus poderes especiales para acabar con el Príncipe de las Tinieblas así que los dos se embarcaron en la cruzada. Una cosa es segura, Drácula no permitiría por ningún motivo que una mujer lo detenga… A través de su aventura, Sonia adquirió la habilidad de absorber las almas y los poderes de los jefes derrotados así que recolecto y aprendió a manejar 5 ítems especiales: el hacha, la daga, el agua bendita, la cruz y el paralizador del tiempo que, con el pasar de las generaciones se convertirían en reliquias de la familia Belmont.
A pesar de haber pactado un trato, cuando Alucard la encontró dentro de la guerra que se había iniciado, este quiso persuadirla de abandonar su misión para evitar que saliera lastimada; cuando esta rehusó, Alucard decidió probarla a través de un combate. Sintiendo el poder de su látigo, Sonia venció a Alucard así que este la dejó enfrentarse a su padre ayudándola en la única forma que él conoce, sumergiendo sus poderes oscuros y poniéndose a sí mismo en un estado de descanso para desaparecer su sangre maldita de la faz de la tierra. Sin embargo, el prometió que despertaría de su descanso una vez que su padre resucite de nuevo… 
A pesar de sus fuertes sentimientos por Alucard y de la profunda tristeza que sintió por perderlo, esta se dirigió finalmente a su encuentro con el Conde. Después de una larga y cruenta batalla, Sonia resultó victoriosa. Drácula juro regresar un día, que mientras haya maldad en el mundo, su nombre será solicitado. Sonia al escuchar este mensaje proclamó que siempre estaría alguien listo para luchar contra la maldad sin importar que tenga que volver usar su látigo. Sus palabras eran la verdad, Sonia tuvo un bebe, el próximo de los Belmonts quien se encargaría de esta sagrada misión, Trevor Belmont.
La sangre que correría por sus venas los haría más fuertes que cualquier otro ser humano, incluso más poderosa que la del resto de Caza Vampiros. Todos los Belmonts futuros tendrán la misma habilidad natural y las armas a usar en especial el látigo sagrado, sin importar que en el transcurso de sus vidas jamás tengan que utilizarlos.

## Gameplay
El jugador empieza con tres vidas, después de que el juego ha terminado, pero puede continuar desde el principio de la última etapa en que haya muerto. Hay también una puntuación de "Hits", mostrando cuántos enemigos han sido derrotados en cada etapa. Al romper las velas se puede mejorar el látigo. En el juego no hay sub-armas, a diferencia de la mayoría de los títulos de Castlevania, y depende en gran medida del uso de la magia, que es otra característica única. El sistema de magia utilizada se basa en cinco "Almas-armas": fuego, hielo, Saint, viento, y magia. Los corazones se utilizan como moneda para adquirir armas. Sonia también puede realizar un "Burning Mode", donde se convierte en invencible, se mueve más rápido, y tiene ataques más poderosos, aunque este poder solo puede utilizarse una vez por nivel.